# Krijtzee

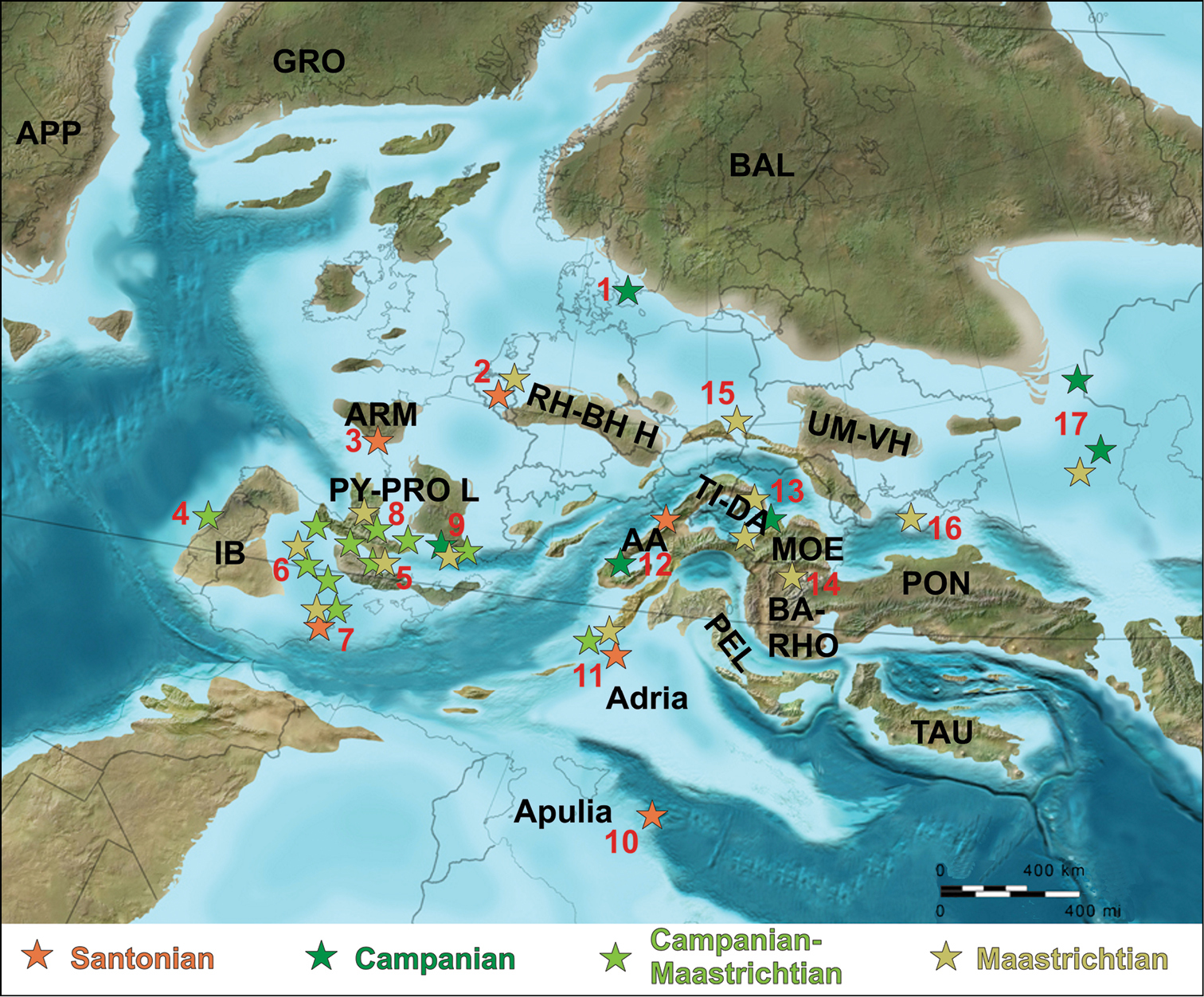
Paleogeografie van het Boven-Krijt

De Krijtzee is een paleogeografische (vroegere) zee die een groot deel van Europa bedekte. Deze zee bestond aan het einde van het Krijt (ongeveer van 75 tot 65 Ma). In die tijd heerste een warm klimaat met een zeer hoge zeespiegel. In de ondiepe zeeën werd vooral kalk en zand afgezet. Deze laag kalk komt op veel plaatsen in Europa voor: de krijtrotsen van Dover en de mergel van Limburg bestaan er bijvoorbeeld uit .
De sedimenten staan bekend om de grote hoeveelheden fossielen die erin worden gevonden. In Limburg worden bijvoorbeeld belemnieten, ammonieten, crinoïden, zee-egels, zeeschildpadden en vele soorten schelpen gevonden. Ook is een aantal keer een mosasaurus in de Krijtzee-sedimenten gevonden. In Engeland worden plesiosauriërs en pterosauriërs gevonden in het Krijt.
In Limburg kan het totale afgezette pakket zo'n 140 m dik zijn, het ligt hier boven op veel oudere gesteenten uit het Carboon. Op de meeste plekken zijn de Krijtzee-sedimenten nog niet tot gesteente geconsolideerd. Het pakket wordt van boven naar beneden onderverdeeld in:
- Formatie van Houthem
- Maastrichts Krijt, inclusief Kunrader kalk
- Gulpens Krijt
- Vaalser Groenzand
- Akens zand

Deze opeenvolging laat een duidelijke verdieping van de zee zien. In het Paleoceen, het tijdperk dat op het Krijt volgt, zou de zeespiegel echter weer zakken waardoor weer land ontstond.